# Le Prophète David (Le Pérugin)
Le Prophète David (en italien : Il Profeta David) est une peinture religieuse,  du Pérugin, datant de 1497 environ, et conservée au musée d'Arts de Nantes.

## Histoire
Le tableau provient du Polyptyque de saint Pierre (en italien : Polittico di San Pietro) une peinture religieuse du Pérugin, réalisée pendant la période tardive du peintre de 1496 à 1500 environ.
Le tableau fait partie de ceux réquisitionnés par la France à la fin du XVIIIe siècle et a été remis au musée en 1809.
Le retable terminé en 1500 a été démantelé en 1591 pour faire place à un large espace cérémonial prôné par la Contre-Réforme. Les pièces démontées, qui devaient encadrer le grand tableau central L'Ascension du Christ en présence de la Vierge et des apôtres, ont été déplacées et le tondo du Prophète David et celui du Prophète Isaïe ont été encastrés dans la structure en bois  de part et d'autre de la porte d'entrée. Réquisitionnés par les troupes napoléoniennes à la fin du XVIIIe siècle à la suite du traité de Tolentino, les tondi ont été cassés lors du prélèvement et furent entièrement repeints.
Les deux tondi de Pérugin réalisés à l'origine sur bois ont été transposés sur toile.

## Thème
La représentation est selon l'iconographie chrétienne.  La geste davidienne a servi à une multitude de représentations et évocations artistiques. Sur ce tableau, David, traditionnellement considéré comme l'auteur des Psaumes, est reconnaissable par la phrase tirée du Psaume 8 verset 2 : « Elevata est magnificentia tua super caelos, Deus » (Dieu, ta magnificence est élevée au-dessus des cieux).

## Description
La composition est située dans un tondo. Le prophète David est représente tourné vers la droite, avec une chevelure longue couverte d'une coiffe, une longue barbe, assis, les pieds nus posés sur un nuage clair, entouré par un phylactère, le tout sur un fond uni bleu clair. Il tend sa main gauche vers le phylactère qu'il fixe du regard, tandis que da la droite il tient l'extrèmité comportant le début de l'inscription.

## Analyse
Le tondo ayant été cassés lors du prélèvement et entièrement repeint il est pratiquement impossible de déterminer la qualité originale de l'œuvre. Seule la composition semble être restée originale.
Le dessin est néanmoins clair et bien défini, les lignes liantes, la composition sereine et plaisante caractérisée par la monumentalité marquée par la pureté des volumes des vêtements aux couleurs délicates et apaisantes, aux larges plis dans lesquels joue la lumière. La figure possède une idéalisation parfaite issue de l'esthétique des développements artistiques du XVIe siècle.